# Mike (fleuve)
Pour les articles homonymes, voir Mike.
Le fleuve Mike est un cours d'eau de la région du Fiordland, dans l’île du Sud de la Nouvelle-Zélande.

## Géographie
Il prend naissance près de Staircase Saddle et draine un certain nombre de petits lacs, parmi lesquels le lac Mike et le lac False, et finalement se déverse dans Dusky Sound au niveau de la baie Fanny.